# Hulla

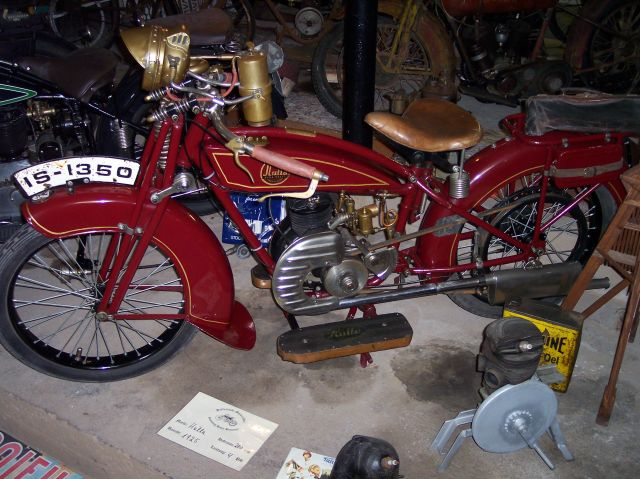
Hulla 200cc uit 1925

Hulla is een historisch merk van motorfietsen.
De bedrijfsnaam was Hulla Fahrzeugwerke für Kleinmotoren. De naam was samengesteld uit de achternamen van de oprichters Ingenieur Heinrich Helms en Ulrich.
Het bedrijf was gevestigd in Hagen im Bremischen en produceerde ca. 6.000 motorfietsen tussen 1923 en 1931. Hulla bouwde ook voor die tijd tamelijk eenvoudige rijwielgedeelten, waar in 173- tot 298cc DKW tweetaktmotoren en 296cc JAP zijklepmotoren werden gemonteerd.

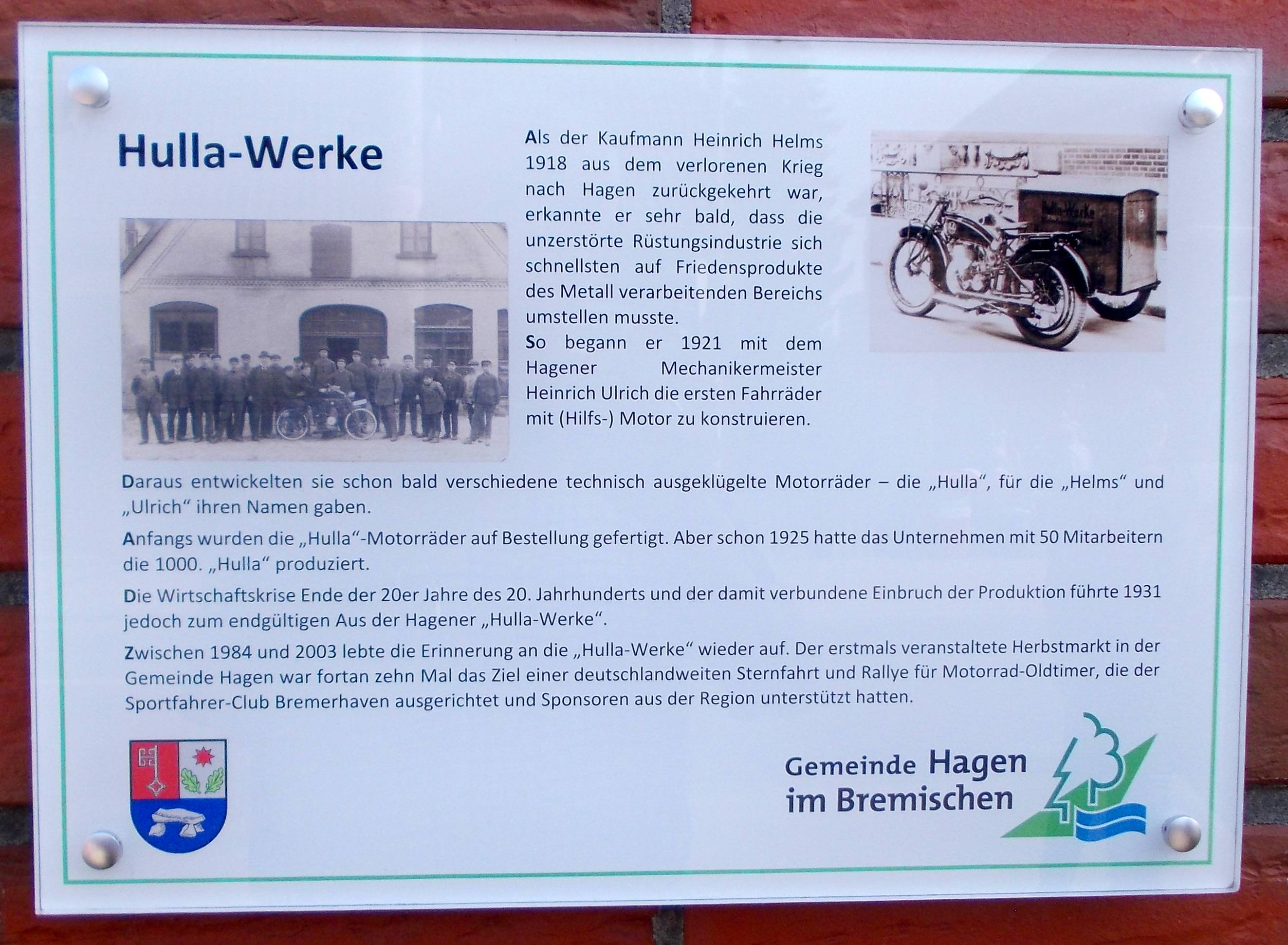
Informatiepaneel te Hagen im Bremischen op de locatie van de Hulla-Werke